# Akaneiro no Yakusoku (canción)
«Akaneiro no Yakusoku» es el séptimo sencillo de la banda japonesa Ikimono Gakari, lanzado el 24 de octubre de 2007, para formar parte de su segundo álbum Life Album.

## Canciones
1. Akaneiro no Yakusoku (茜色の約束) "Promesa Color Carmesí"
2. Kokoro Hitotsu Aru ga Mama (心一つあるがまま) "Los restos de un corazón"
3. Tsukiyo Koi Kaze (月夜恋風) "Viento de Amor, Luz de Luna"
4. Akaneiro no Yakusoku: Instrumental
- Datos: Q8192485